# Norton Bavant
Norton Bavant è un villaggio e una parrocchia civile della contea del Wiltshire che si trova a circa 2 miglia a sud-est di Warminster nel Sud Ovest dell'Inghilterra, Regno Unito.

## Geografia

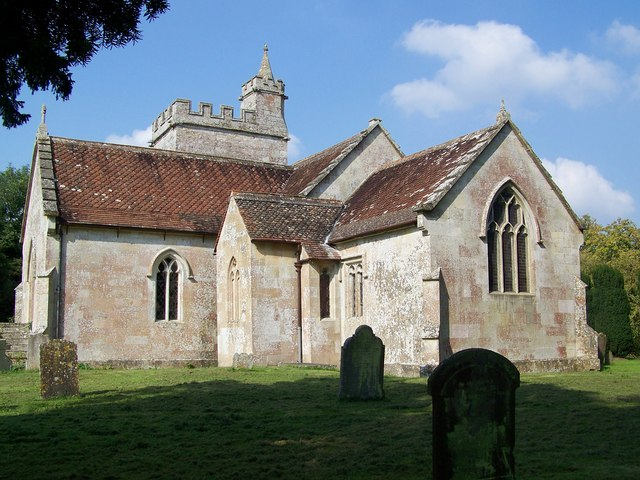
Chiesa di Tutti i Santi

Il territorio della recente parrocchia civile di Norton Bavant corrisponde alla parte principale dell'antica parrocchia esistita sino al XIX secolo (allora divisa in tre parti). Si trova a nord del Wylye tra Bishopstrow e Heytesbury. Dal punto di vista della geografia fisica presenta molte aree di sabbia verde, in particolare nelle zone dal Wylye sino alla ripida scarpata di gesso a nord della strada di Salisbury. La scarpata attraversa la parrocchia da Middle Hill sul confine di Bishopstrow vicino a Scratchbury a Cotley Hill sul confine di Heytesbury. Scratchbury e Cotley Hill sono entrambe alte più di 600 piedi. Sulla prima c'è una fortezza collinare e sulla seconda un recinto circolare con un fossato interno.
Oltre queste altezze il terreno scende di nuovo verso l'ampia valle di sabbia verde, irrigata da un ruscello che scorre nel Wylye a Heytesbury. A nord di questo ci sono ancora le alte colline di gesso più alto di Salisbury Plain. Le parti staccate della parrocchia contengono sia sabbia verde che argilla. Il villaggio non si alza molto sul livello del mare nella zona accanto al Wylye, isolato sia dalla strada Warminster-Salisbury che da una strada secondaria che lo unisce a Sutton Veny.

## Storia
Nella parrocchia vi sono evidenze di attività preistorica (resti dell'età del bronzo) e del periodo romano, con molti tumuli. Il territorio viene citato nel Domesday Book del 1086 quando il signore locale era Alfredo di Marlborough. Alfredo, come con la maggior parte del suo feudo del Wiltshire, aveva ottenuto tale signoria assieme a quella di Upton Scudamore. A differenza di Upton tuttavia nel 1086 non veniva menzionato alcun sottoaffittuario a Norton quindi fu probabilmente tra i feudi del Wiltshire detenuti dagli Scudamore nel XII secolo. Gli Scudamore furono legati al territorio sino al tempo di Peter Scudamore che morì nel 1293 lasciando come erede della maggior parte delle sue proprietà del Wiltshire la figlia Alice, moglie di Adam Bavant. Alice rimase vedova e suo figlio Roger Bavant era ancora minorenne nel 1306. A lui successe il figlio, un altro Roger, entro il 1338, e 6 anni dopo, il giovane Roger concesse quasi tutte le sue proprietà sia nel Wiltshire sia altrove al re. Alcuni feudatari reclamarono con successo le terre del Wiltshire nel 1344 perché Roger aveva precedentemente concesso loro una proprietà a vita.
Nel 1358 il re concesse a vita il territorio a William Thorpe e William Peek e questi assicurarono una rendita a Hawise. Dopo la loro morte, la rendita sarebbe andata alle suore domenicane di Dartford nel Kent. Thorpe era legato a quella casa e probabilmente agiva per essa, poiché le suore iniziarono immediatamente a esercitare i loro diritti a Norton. Hawise rinunciò definitivamente a tutti i suoi diritti nel 1361. Gli ultimi pretendenti all'eredità Bavant furono Joan, figlia di Roger e Hawise, e Sir John Dauntsey, suo marito, che alla fine rinunciarono ai loro diritti nel 1373 in cambio della concessione del feudo di Marden. Da allora in poi le suore di Dartford tennero Norton Bavant indisturbate fino allo scioglimento del loro ordine. La maggior parte della proprietà di Norton Bavant a nord della ferrovia fu venduta al War Office nel 1930, e il resto fu venduto dopo il 1947.
Nel 1377 nella parrocchia c'erano 94 contribuenti di tassa pro capite. Nel 1676 c'erano apparentemente 196 adulti. Non si sa altro della sua popolazione fino al 1801, quando era di 264. Tra allora e il 1881 varia in modo intermittente tra 250 e 290. I cambiamenti di confine del 1884 hanno causato una perdita di circa 36 persone e hanno avuto luogo in un decennio di notevole declino, dovuto senza dubbio ai cambiamenti agricoli. Nel 1891 c'erano solo 163 persone nella parrocchia rispetto alle 264 di dieci anni prima. Da allora è scesa ulteriormente a 128 nel 1951. L'agricoltura è sempre stata l'occupazione principale degli abitanti, sebbene ci fosse qualche attività legata alla produzione di tessuti e abbigliamento associata ai mulini ad acqua sul Wylye tra il XV e il XVIII secolo.

## Monumenti e luoghi d'interesse
Nel territorio di Norton Bavant vi sono vari edifici e luoghi degni di particolare interesse.
- Chiesa di Tutti i Santi (anche nota come in inglese Church of All Saints and Lychgate). La chiesa anglicana fu costruita nel XII secolo quando Edoardo, allora prete di Norton, fu menzionato due volte. Parte di un fonte battesimale normanno che fu trovato riutilizzato nella torre nel 1894 conferma l'esistenza di una chiesa a quel tempo. L'avvocatura fu annessa alla signoria del maniero fino alla dissoluzione e fu riservata dalla Corona quando la canonica fu concessa, e fu esercitata dal sovrano o dal Lord Cancelliere fino al 1955, quando fu trasferita al vescovo di Salisbury. Per la chiesa di Tutti i Santi la dedicazione è menzionata nel 1364, si trova ora appena dentro i cancelli del parco di Norton Bavant house. La chiesa ha una sola navata e un presbiterio, una cappella a sud al centro della navata, un portico a nord e una sagrestia e una torre occidentale. Di queste solo la torre e l'arco nel resto della chiesa risalgono a prima del 1838-40, quando il resto della chiesa fu ricostruito da William Walker di Shaftesbury. La vecchia chiesa aveva la stessa pianta dell'attuale, che fu, tuttavia ampliata. L'arco nella cappella è del XIV secolo. Anche i due livelli inferiori della torre sono del XIV secolo. Quello superiore ha un camino modellato, la cui canna fumaria fu bloccata quando un terzo livello fu ricostruito o aggiunto attorno al XVI secolo. All'angolo nord-est della torre c'è una torretta a gradini che sporge verso nord. Il resto della chiesa è in pietra squadrata di Tisbury, in uno stile vagamente Perpendicular. Fu ricostruita tra il 1838 e il 1840, in parte con le tasse della chiesa, ma principalmente con una sottoscrizione. John Benett, il rettore laico, provvide al presbiterio e alla cappella, mentre le sue sorelle contribuirono ampiamente al resto. Fu restaurata a spese di John Torrance nel 1868, mentre la sua vedova restaurò la torre nel 1894. Delle tre campane risalenti al 1553 una è rimasta, con l'iscrizione "Sancte Tome Ora Pro Nobis". Si pensa che sia stata fusa a Bristol alla fine del XIV secolo e costituisce la terza delle cinque campane presenti. La prima fu aggiunta alla campana nel 1894, la seconda è una rifusione di quella data di una campana precedentemente datata 1656. La quarta è di Edward Lott, il fondatore di Warminster, datata 1711, e la quinta è del 1656. Una tradizione secondo cui le campane furono portate a Norton da Bishopstrow sembra essere infondata, almeno per le campane datate 1656 e 1711, perché ciascuna porta il nome di un sagrestano che certamente viveva a Norton. La chiesa appartiene alla diocesi di Salisbury e dall'11 settembre 1968 è considerata un monumento classificato di secondo grado per il suo particolare interesse storico e architettonico.[6][7][8]
- Norton Bavant House, con la canonica e la chiesa all'interno del suo parco, si trova all'estremità nord-occidentale del villaggio. Intorno al 1775 il cortile della fattoria padronale si trovava tra la casa e il cimitero, ma il contadino occupava la casa poi chiamata South Farm. Questa è una casa del XVIII secolo di 5 campate, in pietra con tetto di tegole. L'insieme delle costruzioni annesse con tetto di paglia adiacenti alla casa occupa un sito che attorno al 1775 ospitava una casa. Il resto delle case sono piccole e informalmente sparse su diverse strade e vicoli.[2][9]
- Middleton Farm. Si trova a nord della strada di Salisbury, vicino al confine con Bishopstrow, e North Farm si trova oltre la prima cresta di colline a nord-est di Scratchbury. Butler's Coombe Farm si trova nella parte precedente della parrocchia a sud di Warminster, mentre nell'altra parte precedente distaccata si trovano Mad Doctor's Farm e alcuni cottage.[2]
- Scratchbury Camp. Si tratta del sito di un forte collinare dell'età del ferro posto sulla collina omonima. Domina la valle di Wylye a nord-est del villaggio di Norton Bavant. Il forte copre un'area di 37 acri e occupa la sommità della collina con la sua forma a quattro lati che segue in gran parte i contorni naturali.[10]